# 横溝春雄
横溝 春雄（よこみぞ はるお、1948年〈昭和23年〉2月2日 - ）は日本の洋菓子職人。東京・神田の菓子店に勤務した後ヨーロッパ各地で修業し、オーストリアのウィーンにある老舗菓子店 ”デメル” に日本人として初めて採用された。

## 人物・来歴
埼玉県大宮市でパン屋を営む家庭の次男として誕生し、早朝から夜遅い時間まで懸命に働く両親の姿を見て育つ。「パン屋は大変だからお菓子屋におなり」という母の言葉もあり、自分は幼い頃からお菓子屋になると考えていたという。兄が一人、弟が二人の4人兄弟で、兄が実家を継ぎ、弟二人も菓子職人の道を歩んでいる。
1966年、東京・神田小川町の洋菓子店 ”エスワイル”（S.Weil）に入社し5年半勤務した後、店主の勧めで1971年にヨーロッパへ渡り、西ベルリン、チューリッヒ、ジュネーブ等で修業し、ウィーンの皇室御用達とも云われる菓子店 ”デメル” に入社し、2年半勤務した後に帰国する。
1977年より、新宿中村屋 ”グロリエッテ” のシェフを11年務めた後、40歳を迎えた1988年に独立し、ウィーン菓子工房 ”リリエンベルグ”（ドイツ語で”百合の丘”を意味する）を神奈川県川崎市の新百合ヶ丘にオープンする。店の基本理念は「見た目の仕上げに懲りすぎず、流行にとらわれない、素直に美味しいと感じて頂ける心和むような温かみのあるお菓子を作りたい」というもの。
現在は神奈川県川崎市麻生区に在住。（2023年6月）

## 役職など
- 平成22年度認定かわさきマイスター 製菓技能士[6]
- 公益社団法人東京都洋菓子協会副会長[4]
- 有限会社リリエンベルグ代表

## 出演番組
- きょうの料理 （NHK）
- プロフェッショナル 仕事の流儀（NHK）2014年2月3日放送[7]

## 受容
- 漫画『美味しんぼ』44巻の中でリリエンベルグが取り上げられている[8]。

## 著作
- 『［シェフ・シリーズ11］横溝春雄のウィーン菓子 』中央公論社（1982年）
- 『リリエンベルグのコンフィチュール 素材を生かした美味しいジャムのつくり方』誠文堂新光社（2010年）
- 『お菓子とケーキおいしい生地の基本』成美堂出版（2011年）
- 『ウィーン菓子工房リリエンベルグ　真心のレシピと笑顔の魔法』スタジオタッククリエイティブ（2014年）

### 共著
- 『思わずつくりたくなる極上のチョコレートレシピ』NHK出版（2014年）

## 参考資料
- 横溝春雄『［シェフ・シリーズ11］横溝春雄のウィーン菓子』中央公論社、1982年10月20日。